# Solfeggietto
Solfeggietto ist eine gebräuchliche Bezeichnung für das Solfeggio in c-Moll (Wq 117/2, H. 220), ein kurzes Solopianostück von Carl Philipp Emanuel Bach. Die Komposition für Tasteninstrument entstand 1766 und wurde 1770 im Musikalischen Vielerley (S. 19) von Michael Christian Bock in Hamburg verlegt. Das Musikalische Vielerley greift als Zusammenstellung von neuartigen Musikstücken des Empfindsamen Stils die Idee des Musikalischen Allerleys von 1761 und 1763 (verlegt von Friedrich Wilhelm Birnstiel in Berlin) und des Musikalischen Mancherleys von 1762 (verlegt von George Ludewig Winter in Berlin) auf bzw. führt diese fort. Enthalten sind 71 Stücke verschiedener Gattungen, wie Klaviersonaten, Triosonaten, Fantasien, Arien, Menuette u. a. Als Komponisten treten neben Bach Johann Gottlieb Graun, Carl Friedrich Christian Fasch, Johann Philipp Kirnberger, Johann Christoph Friedrich Bach u. a. Vertreter der sogenannten Berliner Schule in Erscheinung. Adressat ist das geneigte Bürgertum (insbesondere auch Frauen) mit seinem erwachten Bedürfnis nach musikalischer Betätigung. Das Solfeggietto trägt die Tempobezeichnung Prestissimo und zeichnet sich durch eine vergleichsweise einfache Spielweise aus, die darauf beruht, dass im Wesentlichen beide Hände abwechselnd und kaum zusammen spielen. Möglicherweise soll es so zumindest den Charakter eines Singstücks aufweisen, um innerhalb der o. g. Sammlung exemplarisch für die Gattung stehen zu können.
Neben dem Solfeggio in c-Moll schuf Bach fünf weitere etüdenähnliche Stücke, die er – in Anlehnung an die im vokalen Bereich gebräuchliche Bezeichnung für kurze Übungsstücke ohne Text – Solfeggio nannte. Zwei davon sind ebenfalls im o. g. Vielerley enthalten (das Solfeggio in Es-Dur Wq.117/3, H. 221, S. 156 und Solfeggio in A-Dur Wq 117/2, H. 222, S. 78). Interessanterweise sind beide Stücke umfänglich kürzer, womit das gebräuchliche Diminutiv in der Bezeichnung eher als Bekundung des Wohlgefallens aufgefasst werden kann.

## Etymologie
Solfeggietto ist das Diminutiv von Solfeggio (italienisch) bzw. Solfège (französisch), die dem mittellateinischen Verben solmisatio/solmizatio bzw. solfare entstammen, die in den Solmisationssilben der 5. und 3. bzw. 4. Tonstufe im Tonsystem (qualitas) sol und mi bzw. fa ihren Ursprung finden. Ab dem Ende des 15. Jahrhunderts sind diese Wortbildungen belegbar, wobei das Solmisationsverfahren selbst früher verortet werden kann. Im abendländischen Raum ist es erstmals durch Guido von Arezzo und als pädagogisches Hilfsmittel innerhalb der mittelalterlichen klösterlichen Gesangsausbildung nachweisbar. Im 18. Jahrhundert differenziert sich der Terminus Solfège/Solfeggio von Frankreich und Italien ausgehend dahingehend, dass es eine Art Etüde für die Gesangsausbildung bezeichnet, wobei dessen Intention wohl auf dem Erlernen des Blattsingens bei sauberer Lautbeherrschung lag. Im romanischen Sprachraum beschreibt der Terminus Solfège bis heute auch funktional den deutschsprachigen Begriff der Musiktheorie.

## Aufbau
Bach bedient in diesem einfach strukturierten Stück die klassischen tonartlichen Stufen der Ritornellform. Beginnend von der Tonika c-Moll folgt die Dominante g-Moll, die Subdominante f-Moll, und wiederum die Tonika. Vorherrschend sind dabei Dreiklangsbrechungen, überwiegend im Wechsel von Molltonika und Durdominante, wodurch sich für diverse Läufe die entsprechenden melodischen Molltonleitern ergeben. Die zweite tonartliche Stufe wird unkompliziert über eine Quintfallsequenz erreicht. Nach c-Moll, f-Moll, B-Dur und Es-Dur erscheint As-Dur als grundtonloser Septnonenakkord. Umgekehrt und variiert ergibt sich die Doppeldominante D-Dur (Takt 7 und 8), und schließlich die Auflösung g-moll. Das f-Moll als dritte tonartliche Station wird dann über eine kurze Quintfallsequenz erreicht, jedoch mit Hilfe der Durvarianten als Zwischendominanten (g-Moll → G-Dur7, c-Moll → C-Dur7 → f-Moll, Takt 13 und 15). Diese können, ebenso wie auch die eingestreuten Nachschläge (Takt 14 und 16), welche dann im letzten Drittel (Takt 26 ff.) weiter verarbeitet werden, als typisch galante Ausdrucksdetails gesehen werden. Die vierte tonartliche Stufe wird über einen übermäßigen f-Moll-Dreiklang (neapolitanischer Sextakkord) und über die Durdominante G erreicht. Die Rückkehr zur ursprünglichen Tonika c-Moll wird mittels einer kurzen Kadenz zelebriert (Takt 25). Durch Variation der Nachschläge werden nun noch diverse harmonische Wendungen vollführt, bis das Stück schließlich mit den typischen gebrochen Dreiklangsfolgen des Anfangs beschließt. Sicherlich nicht zufällig eröffnet diese recht durchsichtige Struktur auch dem Laien einen Einblick in Modulationstechniken bzw. Stilmittel der Zeit, wobei überwiegend auf Traditionelles zurückgegriffen wurde. Das Solfeggio aus dem Musikalischen Vielerley hat das interessierte wie gebildete Bürgertum – von Bach regelmäßig als „Liebhaber“ bzw. „Kenner“ tituliert – zum Adressaten.

## Interpreten (Auswahl)
- Toby Philpott / Classical Piano: Top 10 Greatest Songs
- Samantha Dougherty / The Absolut Best Classical Piano
- Ricardo Castro / Famous Piano Music - From Bach to Bartok
- Eugen Cicero (Jazz Version) / Swinging the Classics[13]
- Eugen Cicero: Solfeggietto II[14]
- The Swingle Singers (vokale Version) / Solfetietto, En Ut Mineur von der LP Anyone For Mozart, Bach, Handel, Vivaldi?[15]
- Marc-André Hamelin Solfetietto à cinque, das eigentlich homophone Stück auf 5 Stimmen erweitert[16]
- Bud Powell Bud on Bach, Jazzpiano-Improvisation über das Solfeggietto[17]